# Sainte-Marie (Doubs)
Sainte-Marie település Franciaországban, Doubs megyében. Lakosainak száma 655 fő (2022. január 1.). Sainte-Marie Saint-Julien-lès-Montbéliard, Bavans, Arcey, Lougres, Montenois és Présentevillers községekkel határos.

## Népesség
A település népessége az elmúlt években az alábbi módon változott:
| Lakosok száma | 446  | 646  | 678  | 710  | 736  | 709  | 685  | 680  | 672  | 655  |
|               | 1968 | 1982 | 1990 | 2006 | 2013 | 2015 | 2017 | 2019 | 2020 | 2022 |